# Grand Prix Włoch 1948
Grand Prix Włoch 1948 (oryg. XVIII Gran Premio d'Italia) – jeden z wyścigów Grand Prix rozegranych w 1948 roku, a czwarty spośród tzw. Grandes Épreuves.

## Lista startowa

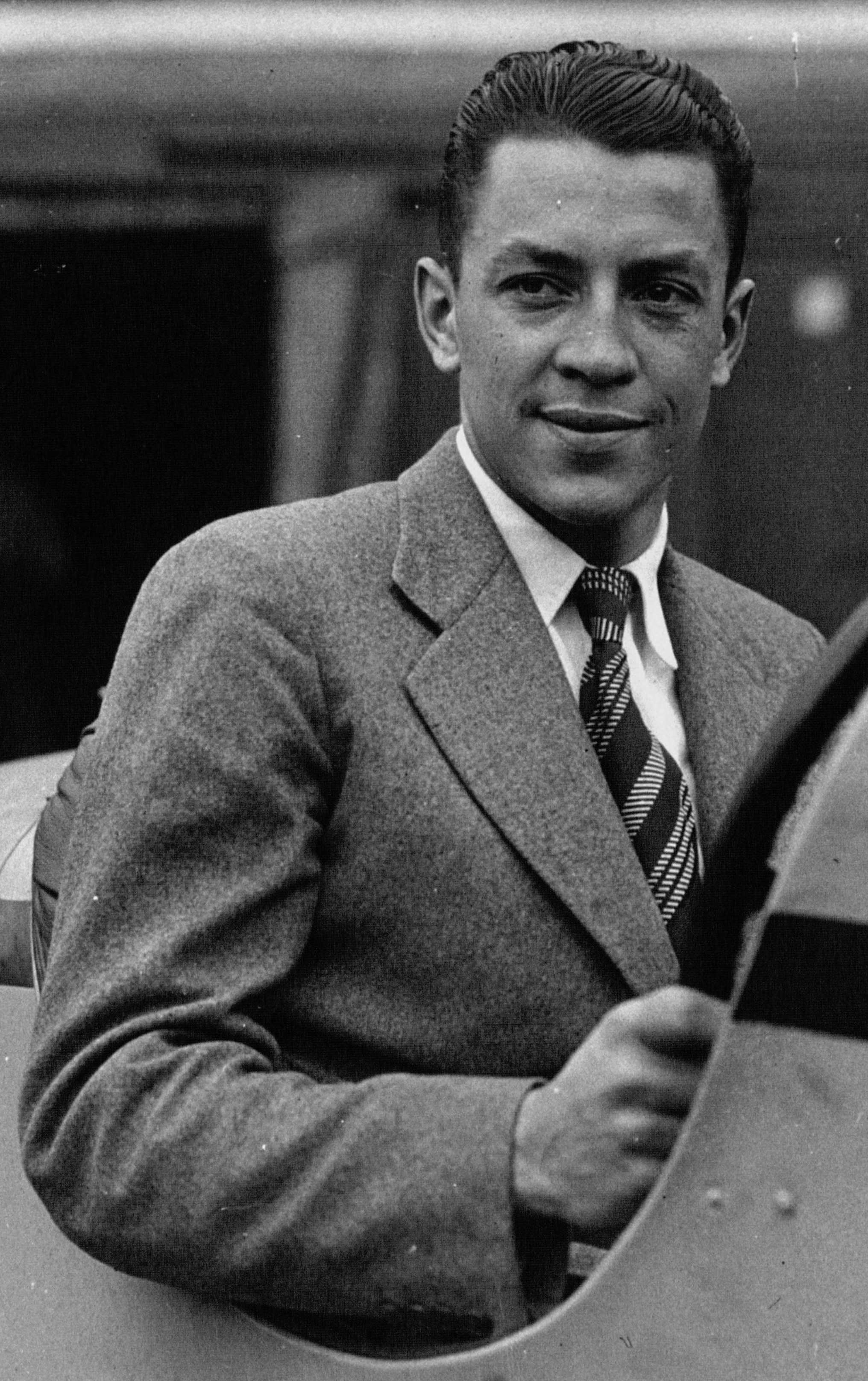
Zwycięzca GP Włoch 1948 Jean-Pierre Wimille w 1933 roku

Na niebieskim tle kierowcy, którzy nie wzięli udziału w kwalifikacjach, lecz współdzielili samochód w czasie wyścigu
| Nr  | Kierowca                | Zespół                    | Samochód           | Silnik       |   |
| --- | ----------------------- | ------------------------- | ------------------ | ------------ | - |
| 2   | Charles Pozzi           | Ecurie Lutetia            | Talbot-Lago T26SS  | Talbot L6    | ? |
| 4   | Nello Pagani            | Scuderia Milano           | Maserati 4CL       | Maserati L4c | ? |
| 6   | Consalvo Sanesi         | Alfa Corse                | Alfa Romeo 158     | Alfa Romeo   | ? |
| 8   | Reg Parnell             | prywatny                  | Maserati 4CLT/48   | Maserati L4c | ? |
| 10  | Yves Giraud-Cabantous   | Equipe Gordini            | Simca-Gordini T15  | Gordini L4   | ? |
| 12  | Juan Jover              | Scuderia Auto Spagnola    | Maserati 4CL       | Maserati L4c | ? |
| 16  | Mario Lietti            | Scuderia Enrico Platé     | Talbot-Darracq 700 | Talbot L8s   | ? |
| 18  | Dioscoride Lanza        | Scuderia Diniex           | Maserati 4CL       | Maserati L4c | ? |
| 20  | Richard Ramseyer        | Ecurie Genève             | Maserati 4CM       | Maserati L4c | ? |
| 26  | Philippe Étancelin      | prywatny                  | Talbot-Lago T26C   | Talbot L6    | ? |
| 28  | Raymond Sommer          | Scuderia Ferrari          | Ferrari 125        | Ferrari V12c | ? |
| 30  | Francisco Godia         | Scuderia Auto Spagnola    | Maserati 4CL       | Maserati L4c | ? |
| 32  | Robert Manzon           | prywatny                  | Simca-Gordini T15  | Gordini L4   | ? |
| 36  | Giuseppe Farina         | Scuderia Ferrari          | Ferrari 125        | Ferrari V12c | ? |
| 38  | Alberto Ascari          | Scuderia Ambrosiana       | Maserati 4CLT/48   | Maserati L4c | ? |
| 40  | Luigi Villoresi         | Scuderia Ambrosiana       | Maserati 4CLT/48   | Maserati L4c | ? |
| 44  | Louis Chiron            | SFACS Ecurie France       | Talbot-Lago T26    | Talbot L6    | ? |
| 46  | Consalvo Sanesi         | Alfa Corse                | Alfa Romeo 158     | Alfa Romeo   | ? |
| 46  | Carlo Felice Trossi     | Alfa Corse                | Alfa Romeo 158     | Alfa Romeo   | ? |
| 48  | Louis Rosier            | prywatny                  | Talbot-Lago T26C   | Talbot L6    | ? |
| 50  | Eugène Chaboud          | Ecurie Lutetia            | Delahaye 135S      | Delahaye L6  | ? |
| 52  | Jean-Pierre Wimille     | Alfa Corse                | Alfa Romeo 158     | Alfa Romeo   | ? |
| 54  | Emmanuel de Graffenried | Scuderia Enrico Platé     | Maserati 4CL       | Maserati L4c | ? |
| 56  | Leslie Brooke           | Officine Alfieri Maserati | Maserati 4CLT/48   | Maserati L4c | ? |
| 60  | Franco Comotti          | prywatny                  | Talbot-Lago T26C   | Talbot L6    | ? |
| 64  | Franco Cortese          | prywatny                  | Maserati 4CL       | Maserati L4c | ? |
| 68  | Prince Bira             | Scuderia Ferrari          | Ferrari 125        | Ferrari V12c | ? |
| 70  | Piero Taruffi           | Scuderia Milano           | Maserati 4CL       | Maserati L4c | ? |
| 100 | John Gordon Bennett     | prywatny                  | ERA B              | ERA L6c      | ? |
| 101 | Lamberto Grolla         | prywatny                  | Stanguellini ???   | FIAT L4      | ? |
| Nr  | Kierowca                | Zespół                    | Samochód           | Silnik       |   |

### Wyniki

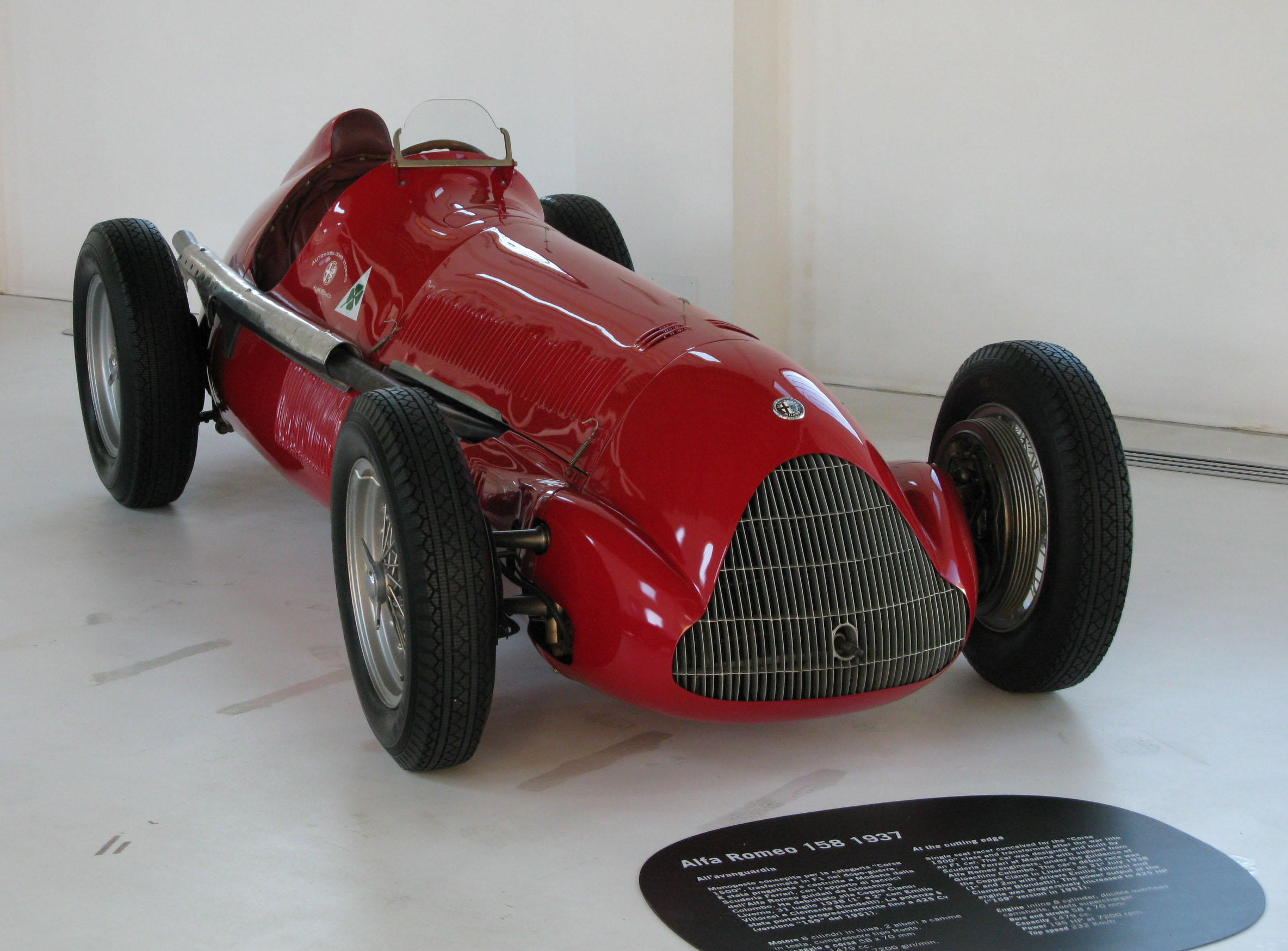
Alfa Romeo 158, takim bolidem jechał zwycięzca GP Włoch 1948

### Kwalifikacje
Źródło: silhouet.com
| Poz. | Nr | Kierowca            | Konstruktor | Czas   | Poz. s. |
| ---- | -- | ------------------- | ----------- | ------ | ------- |
| 1    | 52 | Jean-Pierre Wimille | Alfa Romeo  | 2:16,6 | 1       |
| 2    | 46 | Carlo Felice Trossi | Alfa Romeo  | 2:18,4 | 2       |
| 3    | 40 | Luigi Villoresi     | Maserati    | 2:20,0 | 3       |
| 4    | 46 | Raymond Sommer      | Ferrari     | 2:20,4 | 4       |

### Wyścig
Źródło: statsf1
| P                                                     | + / –     | Nr  | Kierowca                            | Konstruktor    | Okr. | Czas / Strata                      | Komentarz |
| ----------------------------------------------------- | --------- | --- | ----------------------------------- | -------------- | ---- | ---------------------------------- | --------- |
| 1                                                     | Bez zmian | 52  | Jean-Pierre Wimille                 | Alfa Romeo     | 75   | 3:10:42,4                          |           |
| 2                                                     | 1         | 40  | Luigi Villoresi                     | Maserati       | 74   | +1 okr                             |           |
| 3                                                     | 1         | 28  | Raymond Sommer                      | Ferrari        | 73   | +2 okr                             |           |
| 4                                                     | 3         | 38  | Alberto Ascari                      | Maserati       | 72   | +3 okr                             |           |
| 5                                                     | 4         | 8   | Reg Parnell                         | Maserati       | 72   | +3 okr                             |           |
| 6                                                     | 8         | 48  | Louis Rosier                        | Talbot-Lago    | 70   | +5 okr                             |           |
| 7                                                     | 3         | 60  | Franco Comotti                      | Talbot-Lago    | 70   | +5 okr                             |           |
| 8                                                     | 8         | 26  | Philippe Étancelin                  | Talbot-Lago    | 69   | +6 okr                             |           |
| 9                                                     | 2         | 54  | Emmanuel de Graffenried             | Maserati       | 67   | +8 okr                             |           |
| 10                                                    | 10        | 50  | Eugène Chaboud                      | Delahaye       | 67   | +8 okr                             |           |
| 11                                                    | 7         | 56  | Leslie Brooke                       | Maserati       | 67   | +8 okr                             |           |
| Niesklasyfikowani                                     |           |     |                                     |                |      |                                    |           |
|                                                       |           | 68  | Prince Bira                         | Ferrari        | 66   | Skrzynia biegów                    |           |
|                                                       |           | 46  | Consalvo Sanesi Carlo Felice Trossi | Alfa Romeo     | 53   | Doładowanie Samochód współdzielony |           |
|                                                       |           | 36  | Giuseppe Farina                     | Ferrari        | 51   | Wypadek                            |           |
|                                                       |           | 6   | Consalvo Sanesi                     | Alfa Romeo     | 42   | Wypadek                            |           |
|                                                       |           | 70  | Piero Taruffi                       | Maserati       | 41   | Zawór                              |           |
|                                                       |           | 44  | Louis Chiron                        | Talbot-Lago    | 41   | Uszczelka głowicy cylindra         |           |
|                                                       |           | 10  | Yves Giraud-Cabantous               | Simca-Gordini  | 40   | Silnik                             |           |
|                                                       |           | 64  | Franco Cortese                      | Maserati       | 12   | Silnik                             |           |
|                                                       |           | 32  | Robert Manzon                       | Simca-Gordini  | 9    | Silnik                             |           |
| Nie wystartowali / niedopuszczeni do ponownego startu |           |     |                                     |                |      |                                    |           |
|                                                       |           | 100 | John Gordon Bennett                 | ERA            |      |                                    |           |
| Niezakwalifikowani                                    |           |     |                                     |                |      |                                    |           |
|                                                       |           | 2   | Charles Pozzi                       | Talbot-Lago    |      |                                    |           |
|                                                       |           | 4   | Nello Pagani                        | Maserati       |      |                                    |           |
|                                                       |           | 12  | Juan Jover                          | Maserati       |      |                                    |           |
|                                                       |           | 16  | Mario Lietti                        | Talbot-Darracq |      |                                    |           |
|                                                       |           | 18  | Dioscoride Lanza                    | Maserati       |      |                                    |           |
|                                                       |           | 20  | Richard Ramseyer                    | Maserati       |      |                                    |           |
|                                                       |           | 30  | Francisco Godia                     | Maserati       |      |                                    |           |
|                                                       |           | 101 | Lamberto Grolla                     | Stanguellini   |      |                                    |           |
| P                                                     | + / –     | Nr  | Kierowca                            | Konstruktor    | Okr. | Czas / Strata                      | Komentarz |

### Najszybsze okrążenie
Źródło: silhouet.com
| Nr | Kierowca            | Konstruktor | Czas   | Okr. |
| -- | ------------------- | ----------- | ------ | ---- |
| 52 | Jean-Pierre Wimille | Alfa Romeo  | 2:22,4 |      |